# Căn cứ Sa Đéc
Căn cứ Sa Đéc (còn gọi là Hoạt động Yểm trợ Hải quân Sa Đéc hoặc đơn giản là Sa Đéc) là căn cứ quân sự cũ của Hải quân Mỹ và Hải quân Việt Nam Cộng hòa (HQVNCH) nằm gần Sa Đéc ở Đồng bằng sông Cửu Long của Việt Nam Cộng hòa.

## Lịch sử
Căn cứ này tọa lạc ở Sa Đéc trên thượng nguồn sông Mỹ Tho tại vùng đồng bằng sông Cửu Long.
Hải quân Mỹ lập nên căn cứ này vào năm 1966 nhằm mục đích dùng làm cứ điểm cho đoàn tàu tuần tra sông (PBR) tham gia Chiến dịch Game Warden. Mười tàu PBR của Sư đoàn 52 Giang phòng đã chuyển đến căn cứ này vào giữa năm 1966. Các cơ sở ban đầu tại Sa Đéc tương đối thô sơ khi thủy thủ đoàn phải tá túc trong những túp lều dựng trên sân banh cho đến khi Seabees xây dựng nơi ở cố định hơn.:114
Năm 1967, một đội Hoạt động Yểm trợ Hải quân được thành lập tại căn cứ này.:259
Tháng 3 năm 1970, Bộ Tư lệnh Sư đoàn 13 Duyên hải PCF được chuyển từ Căn cứ Hải quân Cát Lở đến Sa Đéc.
Căn cứ này được chuyển giao cho HQVNCH vào tháng 4 năm 1971.:318